# Cheval de sport hongrois
Le cheval de sport hongrois (hongrois : Magyar sportló) est un stud-book de chevaux de sport de haut niveau, tenu en Hongrie. 

## Histoire

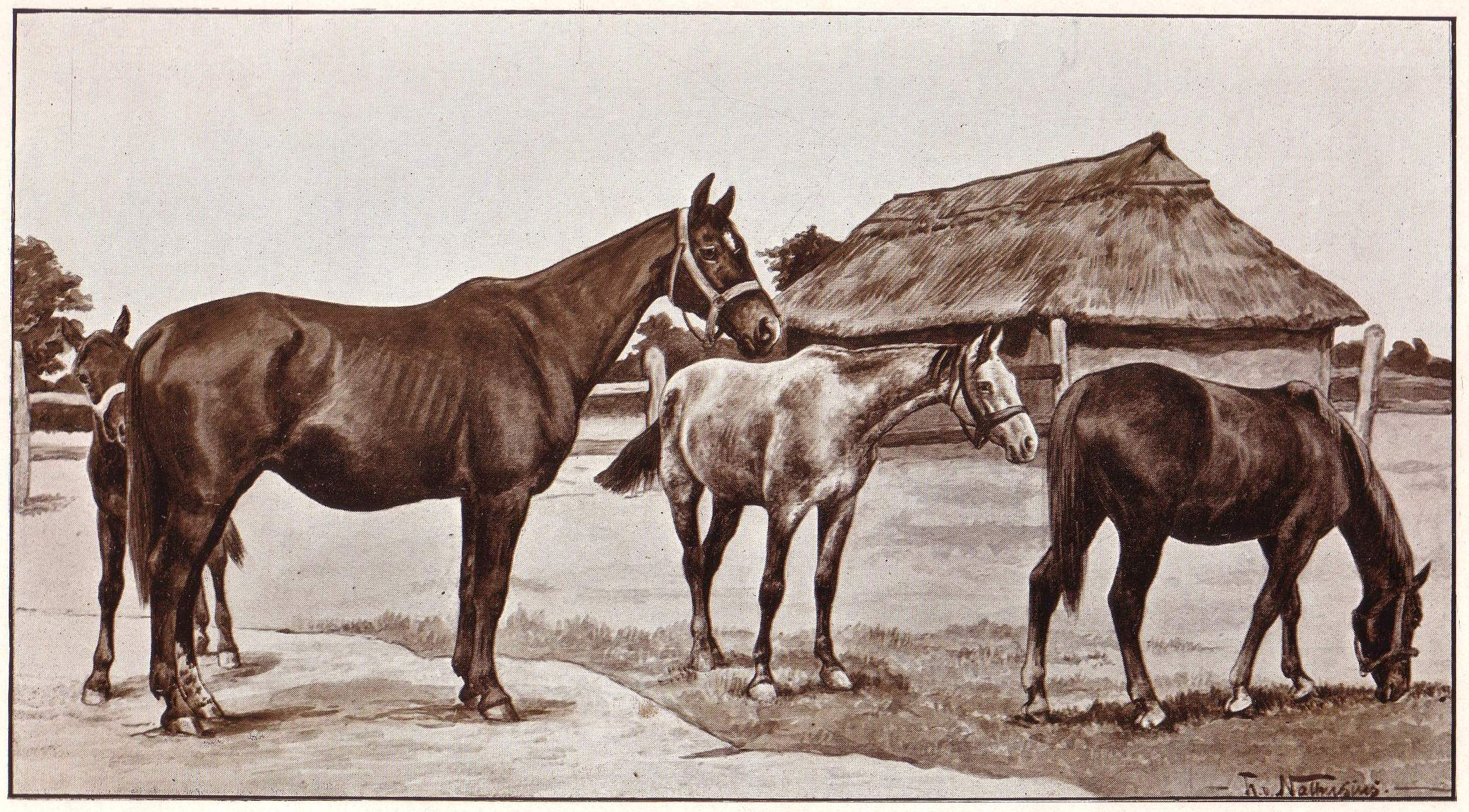
Demi-sang hongrois.

Développé dans la région de Mezőhegyes, ce stud-book est issu de plusieurs races locales hongroises comme le Furioso, le Gidran, le Kisber Felver et le Nonius, qui ont été croisés avec des races européennes demi-sang comme le Holsteiner, le Hanovrien et le KWPN.
En 1971, les autorités hongroises tentent de reconstituer une ancienne race de chevaux hongroise de robe dun en créant le Dun hongrois, sur la base de croisements entre l'Akhal-Teké et leur cheptel local.

## Description
Ce warmblood européen typique toise de 1,62 m à 1,73 m, d'après CAB International. La base de données DAD-IS indique une moyenne de 1,60 m chez les mâles. Une étude de morphologie publiée en 2014 donne une taille moyenne de 1,657 cm. Le poids est d'environ 600 kg. D'après CAB International, le Dun hongrois toise de 1,52 m à 1,62 m. 
La robe du Dun hongrois est, comme son nom l'indique, toujours porteuse du gène Dun, avec des marques primitives.
Ces chevaux sont élevés en petits groupes, isolés les uns des autres.
L'association gérant la race est la Magyar Sportlótenyésztők Országos Egyesülete, ou Association des éleveurs de chevaux de sport hongrois.

## Utilisations
C'est un cheval de sports équestres, également employé pour des courses de trot et de galop. La race présente des dispositions en saut d'obstacles, en dressage, en complet et en attelage.

## Diffusion de l'élevage
Le cheval de sport hongrois est indiqué comme une race rare native de Hongrie, dans DAD-IS. Les effectifs recensés en 2012 sont de 1 091 sujets. L'évaluation de la FAO publiée en 2007 n'indiquait pas de niveau de menace connu. L'étude menée par Rupak Khadka de l'université d'Uppsala, publiée en août 2010 pour la FAO, signale le Hungarian Sport Horse comme une race locale européenne dont le niveau de menace est inconnu.